# Liste der Biografien/Gerr
Liste der Biografien |
Portal Biografien |
Personensuche
# |
A |
B |
C |
D |
E |
F |
G |
H |
I |
J |
K |
L |
M |
N |
O |
P |
Q |
R |
S |
T |
U |
V |
W |
X |
Y |
Z |
?
 
Ga |
Gb |
Gc |
Gd |
Ge |
Gf |
Gh |
Gi |
Gj |
Gk |
Gl |
Gm |
Gn |
Go |
Gp |
Gq |
Gr |
Gs |
Gu |
Gv |
Gw |
Gy |
Gz
 
Gea |
Geb |
Gec |
Ged |
Gee |
Gef |
Geg |
Geh |
Gei |
Gej |
Gek |
Gel |
Gem |
Gen |
Geo |
Gep |
Ger |
Ges |
Get |
Geu |
Gev |
Gew |
Gex |
Gey |
Gez
 
Gera |
Gerb |
Gerc |
Gerd |
Gere |
Gerf |
Gerg |
Gerh |
Geri |
Gerk |
Gerl |
Germ |
Gern |
Gero |
Gerp |
Gerr |
Gers |
Gert |
Geru |
Gerv |
Gerw |
Gery |
Gerz
Die Liste der Biografien führt alle Personen auf, die in der deutschsprachigen Wikipedia einen Artikel haben. Dieses ist eine Teilliste mit 59 Einträgen von Personen, deren Namen mit den Buchstaben „Gerr“ beginnt.

## Gerr
- Gerr, Hans E. (* 1937), deutscher Erziehungswissenschaftler, Sonderpädagoge und Autor

### Gerra
- Gerra, Laurent (* 1967), französischer Imitator, Komiker und Autor
- Gerrads, Walter (1910–1991), deutscher Jurist, Verwaltungsbeamter und Politiker (FDP/DVP), MdL
- Gerrald, Joseph (1763–1796), englischer Strafgefangener
- Gerrans, Simon (* 1980), australischer Radrennfahrer
- Gerrard, Anthony (* 1986), irischer Fußballspieler
- Gerrard, James Joseph (1897–1991), US-amerikanischer römisch-katholischer Geistlicher, Weihbischof in Fall River
- Gerrard, Juliet (* 1967), neuseeländische Biochemikerin und Hochschullehrerin
- Gérrard, Laurence (* 1967), deutscher Chansonnier, Musiker und Schauspieler
- Gerrard, Lisa (* 1961), australische Musikerin, Komponistin und Sängerin
- Gerrard, Nicci (* 1958), englische Schriftstellerin
- Gerrard, Paul (* 1973), englischer Fußballtorhüter
- Gerrard, Steven (* 1980), englischer Fußballspieler
- Gerrard, Tandi (* 1978), britische und südafrikanische Wasserspringerin
- Gerrard, Ted (* 1933), britischer Radrennfahrer

### Gerrb
- Gerrbrand, Patrik (* 1981), schwedischer Fußballspieler

### Gerre
- Gerredis, Äbtissin des Klosters Liesborn
- Gerresheim, Anna (1852–1921), deutsche Landschafts- und Bildnismalerin sowie Grafikerin
- Gerresheim, Bert (1935–2025), deutscher Bildhauer, Grafiker und PädagogeBert Gerresheim (1935–2025)

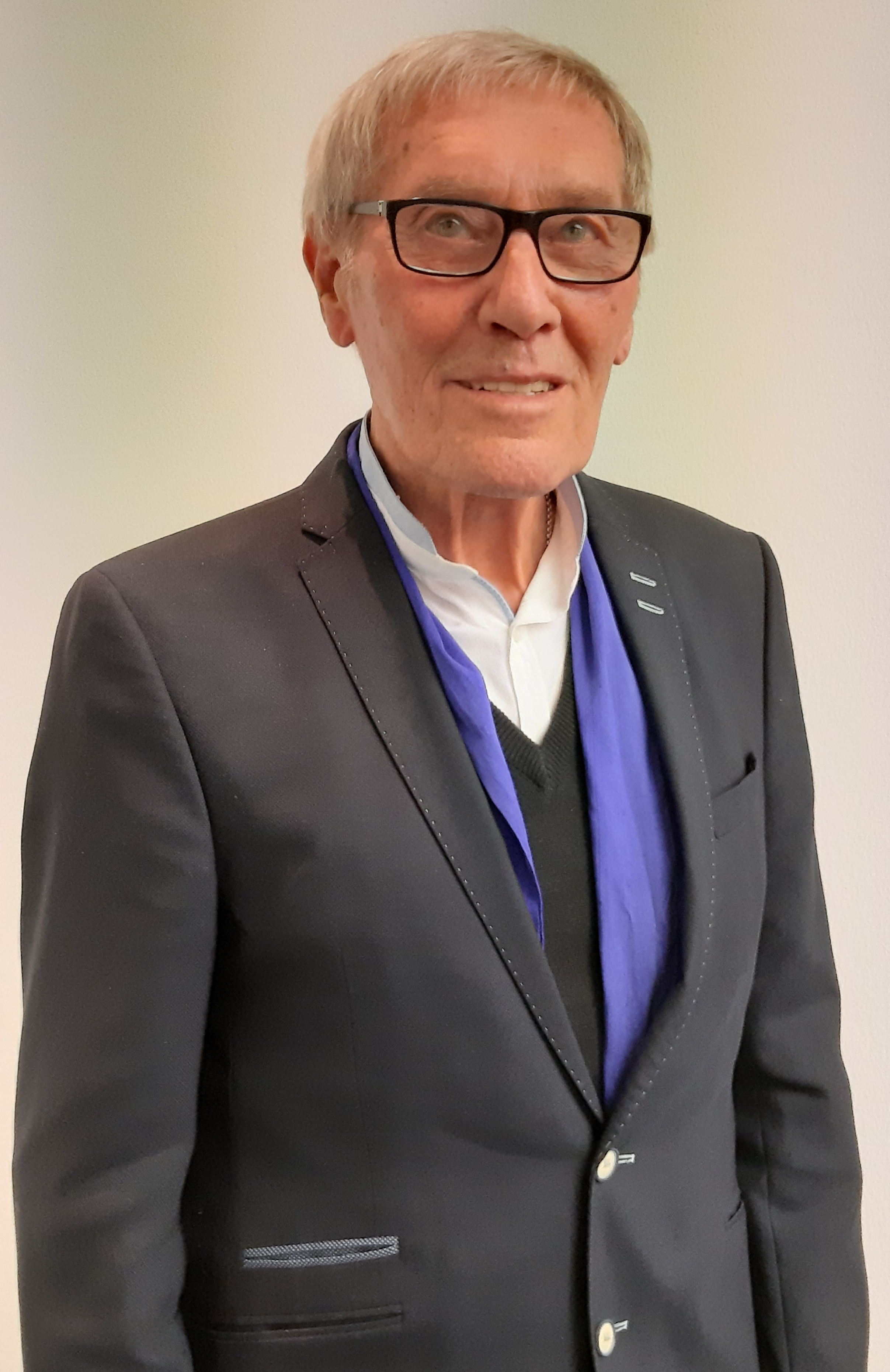
Bert Gerresheim (1935–2025)

- Gerresheim, Lutz (1958–1980), deutscher Fußballspieler
- Gerresheim, Tim (* 1939), deutscher Fechter
- Gerresheim, Ursula (* 1975), deutsche Fußballspielerin
- Gerresheim, Wilhelm Friedrich Adolph (1742–1814), deutscher Naturforscher und Arzt
- Gerretsen, Chas (* 1943), niederländischer Fotojournalist und Werbefotograf
- Gerretsen, Johan (1907–1983), niederländischer Mathematiker
- Gerretson, Frederik Carel (1884–1958), niederländischer Historiker, Dichter und Politiker (NU, CHU)

### Gerri
- Gerrich, Ewald (1901–1985), deutscher Politiker (SPD), MdL
- Gerricus, fränkischer Edelmann
- Gerriets, Hans (1895–1961), deutscher Unternehmer
- Gerrits, Angela, deutsche Schriftstellerin und Hörspielautorin
- Gerrits, Anton (1885–1969), niederländischer Radrennfahrer
- Gerrits, Soetgen († 1572), niederländische Dichterin von Kirchenliedern
- Gerrits, Travis (* 1991), kanadischer Freestyle-Skisportler
- Gerritse, Femke (* 2001), niederländische Radrennfahrerin
- Gerritsen, Annette (* 1985), niederländische Eisschnellläuferin
- Gerritsen, Arjen (* 1970), niederländischer Politiker (VVD) und Bürgermeister von Almelo
- Gerritsen, Ben (1948–2016), niederländischer Jazzmusiker und Bandleader
- Gerritsen, Eef (* 2000), niederländischer Eishockeyspieler
- Gerritsen, Esther (* 1972), niederländische Theater- und Romanschriftstellerin
- Gerritsen, Henk (1948–2008), niederländischer Landschaftsgärtner
- Gerritsen, Marc, niederländischer Diplomat
- Gerritsen, Mees (* 1939), niederländischer Radrennfahrer
- Gerritsen, Patrick (* 1987), niederländischer Fußballspieler
- Gerritsen, Suus (* 2005), niederländische Volleyballspielerin
- Gerritsen, Tess (* 1953), US-amerikanische SchriftstellerinTess Gerritsen (* 1953)

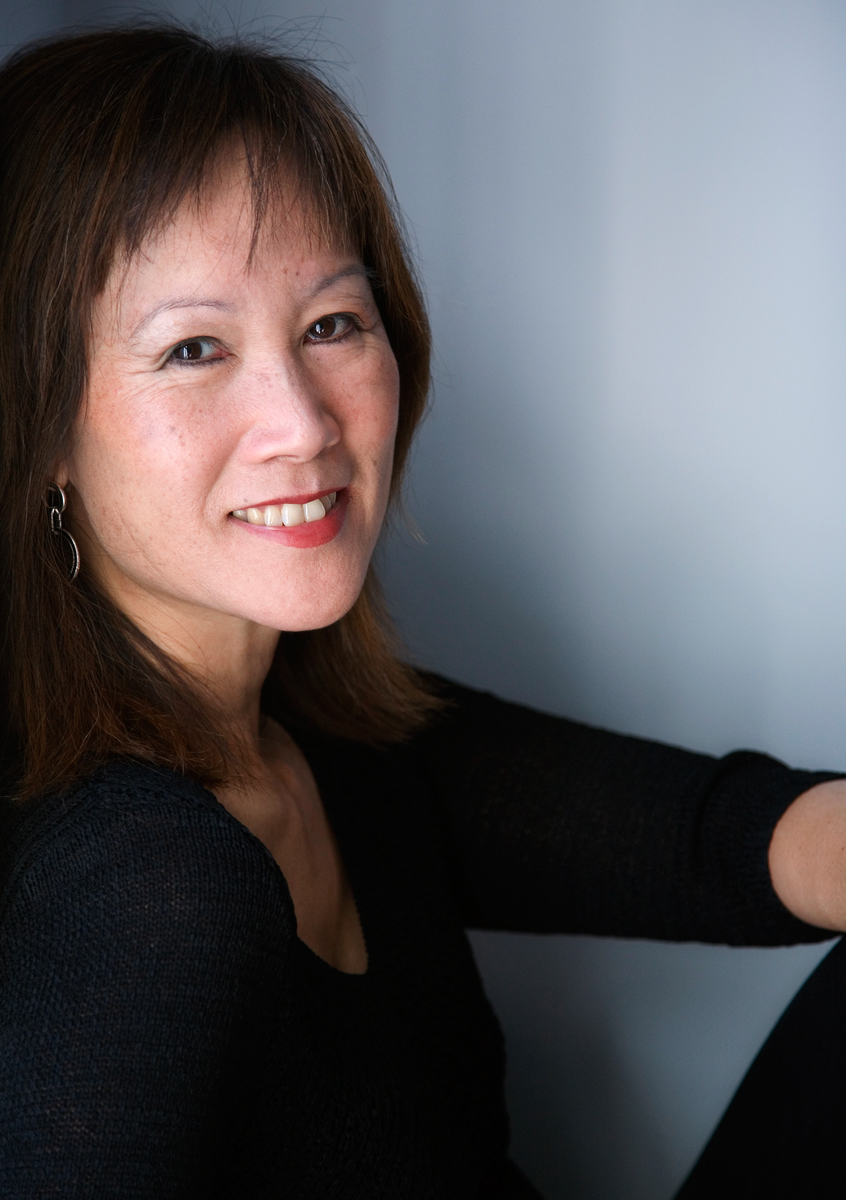
Tess Gerritsen (* 1953)

- Gerritsz, Hessel († 1632), niederländischer Kartograf, Kupferstecher und Verleger
- Gerritz, Eugen (1935–2024), deutscher Politiker (SPD), MdL
- Gerritzen, Felix (1927–2007), deutscher Fußballspieler
- Gerritzen, Lothar (1941–2024), deutscher Mathematiker

### Gerro
- Gerrold, David (* 1944), US-amerikanischer Drehbuchautor und Autor von Fantasy- und Science-Fiction-Romanen
- Gerron, Kurt (1897–1944), deutscher Schauspieler und Regisseur

### Gerry
- Gerry, Ann (1763–1849), Second Lady der Vereinigten Staaten
- Gerry, Elbridge (1744–1814), US-amerikanischer Politiker, Vizepräsident der Vereinigten Staaten
- Gerry, Elbridge (1813–1886), US-amerikanischer Politiker
- Gerry, James (1796–1873), US-amerikanischer Politiker
- Gerry, John Joseph (1927–2017), australischer römisch-katholischer Geistlicher, Weihbischof in Brisbane
- Gerry, Joseph John (1928–2023), US-amerikanischer römisch-katholischer Ordensgeistlicher, Bischof von Portland
- Gerry, Peter G. (1879–1957), US-amerikanischer Politiker (Demokratische Partei)
- Gerryts, Elmarie (* 1972), südafrikanische Stabhochspringerin